# Deutsch-Südafrikanische Juristenvereinigung
Die Deutsch-Südafrikanische Juristenvereinigung (kurz DSJV, engl.: German-South African Lawyers Association, GSLA) ist ein eingetragener Verein nach deutschem Recht mit Sitz in Nürnberg, der zur Pflege bilateraler Anliegen von Juristen mit besonderem Interesse für südafrikanische und deutsche Rechtsfragen offensteht. Der 1991 gegründete Verein hat etwa 200 Mitglieder. Die DSJV sieht ihre Zielgruppe in Personen aus Südafrika und Deutschland, die durch Studium oder berufliche Betätigung der jeweiligen anderen Rechtsordnung verbunden sind.

## Organisation
Der Vorstand der DSJV besteht derzeit aus sechs Personen. Dies sind Rüdiger Dorobek (Vorsitzender), Philip Küpper (stellv. Vorsitzender), Raphael van de Sand (Stellenbosch),  Annekatrin Mehle, Renate Hertenberger und Viola Wilke. Zur Beratung und Unterstützung der DSJV bei der Erreichung der Vereinsziele besteht ein wissenschaftlicher Beirat. Dessen Mitglieder sind Joachim Herrmann (ehem. Universität Augsburg), Reinhard Zimmermann (MPI für ausländisches und internationales Privatrecht) und Jacques E. du Plessis (Universität Stellenbosch). Der Verein wurde in Hamburg in das Vereinsregister (AG, VR 18696) eingetragen.

## Ziele
Ziel der DSJV ist, dauerhafte berufliche und persönliche Kontakte zwischen Juristen beider Länder zu schaffen und den Austausch auf wissenschaftlicher und beruflicher Ebene zu fördern. Zudem verbreitet die DSJV politische Meinungen zur deutschen Regierungspolitik und zu internationalen Fragen. Dabei sehen die Ziele der DSJV unter anderem auch die Vertiefung und Verbreitung der Kenntnisse über das deutsche Recht in Südafrika, sowie über das südafrikanische Recht in Deutschland vor. Weiter gefördert werden die Unterstützung von Studien und wissenschaftliche Arbeiten mit der vorgenannten Zielsetzung, die wissenschaftliche Zusammenarbeit mit Vereinigungen, Instituten und Organisationen mit ähnlichen Interessengebieten, die Förderung der Berufsbildung junger Juristen aus beiden Rechtsgebieten, die Förderung des geistigen und persönlichen Austauschs der in der Praxis tätigen Juristen beider Länder und Hilfestellung bei der Beantwortung von Fragen zum südafrikanischen Recht durch Vermittlung von Kontakten.

## Aktivitäten
Neben der jährlichen Mitgliederversammlung werden in unregelmäßigen Abständen auf regionaler und überregionaler Ebene Veranstaltungen mit Bezug zu den Vereinszielen abgehalten und an derartigen Veranstaltungen Dritter teilgenommen. Daneben ist die DSJV bemüht, Kontakte zu Verbänden und Organisationen mit deutsch-südafrikanischem Bezug zu halten und auszubauen. Die DSJV versteht sich dabei als Informations- und Kontaktbasis für ihre Mitglieder. Einen Schwerpunkt bildet hierfür die Internetpräsenz der DSJV mit einer umfangreichen juristischen Linksammlung und Literaturdatenbank. Die DSJV ist Partner des Bündnis für das deutsche Recht.
Für die Publikation von fachlichen und sonstigen Artikeln mit Bezug zu den Zwecken der DSJV sowie als Mitteilungsorgan dient der in der Regel viermal jährlich erscheinende Newsletter der DSJV.